# Іл-22 (бомбардувальник)
Іл-22 — експериментальний літак ОКБ Ільюшина, перший радянський реактивний бомбардувальник, а також перший радянський важкий 4-двигуновий реактивний літак. Літак випробовували у два етапи в 1947—1948 роках, проте в серію переданий не був.

## Історія розробки
У травні 1946 року Сергій Ільюшин в ініціативному порядку подав у МАП СРСР проєкт реактивного бомбардувальника під 4 двигуни ТР-1А. Проєкт було включено до плану дослідного літакобудування, із застереженням, що хоча він і не є передовим порівняно із закордонними аналогами (називали трофейний німецький Junkers Ju 287), але мав перевагу у використанні вітчизняних авіадвигунів.
На Іл-22 вивчали динаміку реактивного польоту на швидкості звуку, відпрацьовували конструкції крила і герметичної кабіни. Налагоджувалася робота ТРД9 на різних режимах і в різних погодних умовах.

## Особливості конструкції

### Встановлення двигунів
У середині 1940-х років було прийнято встановлення реактивних двигунів у притиснутих до нижньої частини крила закритих гондолах, часто в пакеті, тобто в одній гондолі встановлювали кілька двигунів. Таке компонування давало змогу знизити лобовий опір, однак через недостатню надійність ТРД того часу, вихід з ладу одного з них міг спричинити відключення сусідніх. Щоб розв'язати цю проблему, для Іл-22 було запропоновано оригінальне на ті часи рішення — розмістити двигуни в окремих гондолах із пілонним кріпленням і рознести їх далеко один від одного по довжині крила. За підсумками випробувань така підвіска виявилася не тільки ефективнішою за пакетну за аеродинамічними параметрами, а й забезпечила легкий доступ до кожного двигуна, що було особливо важливо для експериментального літака.

### Фюзеляж
Перетин фюзеляжу Іл-22 мав форму горизонтального овалу. Горизонтальне компонування дало змогу зручно розмістити п'ять осіб екіпажу, а також запас пального в спеціальних м'яких баках. У зв'язку з малим об'ємом мотогондол, шасі також були змонтовані на фюзеляжі. Осі обертання стійок шасі були зроблені похилими так, щоб відстань між колесами була максимальною за умови повного їхнього висування, а в складеному стані стійки уміщалися у фюзеляжі перед бомбідолом.

### Крила
Невелика розрахункова швидкість Іл-22 дала змогу зробити крило прямим. У підсумку, для Іл-22 було спроєктовано тонке крило (відносна товщина 12 %) з розрахунковим питомим навантаженням 310—350 кгс/см². Максимальна товщина розташована по лінії 40 % хорди.

### Озброєння
На час розроблення Іл-22 потужність і вага авіаційних озброєнь настільки зросли, що знадобилося створення систем дистанційного керування озброєнням, що максимально швидко і точно зв'язують приціл із гарматою. Іл-22 мав такі озброєння:

## Екіпаж
Екіпаж Іл-22 складався з п'яти осіб: два льотчики, штурман-бомбардир, стрілець-радист у носовій частині фюзеляжу, стрілець кормової гарматної установки:
- Передня півсфера — нерухома гармата НС-23 на правому борту, боєзапас 150 снарядів. Управління — командир екіпажу;
- Верхня півсфера — баштова установка, що обертається, з двома спареними гарматами Б-20Е. Загальний боєзапас 800 снарядів. Дистанційне електроуправління — стрілок-радист. Приціл наводився на ціль вручну, а балістичні поправки, паралакс і упередження вводилися автоматично.
- Задня півсфера — установка Іл-КУ-3 з гарматою НС-23 і боєзапасом у 225 снарядів за хвостовим оперенням. Діапазон обстрілу — ± 70º по горизонталі, 35° вгору, 30° вниз.

Розміщення стрільця поза турельною установкою дало змогу розмістити всі елементи системи оптимальним чином — гармати для максимального сектору обстрілу, а стрільця — у місце з максимальним оглядом. Зменшення розмірів вежі знизило аеродинамічний опір, а стрілець не втомлювався від тряски під час пострілів і під час переміщення важкої конструкції.
Щоб уникнути пошкодження частин літака власним гарматним озброєнням, у механіку управління гарматами було встановлено спеціальні вимикачі, що блокують вогонь у певних положеннях ствола.

## Результати випробувань
Під час випробувань було встановлено, що тяги двигунів 1300 кгс недостатньо для отримання необхідних параметрів польоту (спочатку передбачалося, що тягу вдасться довести до 1600 кгс). Через це злітну масу довелося скоротити на 4000 кг (до 20 000 кг). Час польоту становив лише 1 годину 25 хвилин, дальність — 885 км. Недостатньою виявилася і швидкість — 656 км/год біля землі та 718 км/год на висоті. Довжина розбігу — 1144 м. Попри недоліки, відгуки перших льотчиків-випробувачів, братів Володимира і Костянтина Коккінакі, були позитивними. Вони відзначили хорошу керованість і непогані аеродинамічні якості літака.
У 1948 році було проведено другий етап випробувань. Два двигуни були замінені на нові, але їхню тягу так і не вдалося довести до розрахункової. Також проводилися випробування зльоту з твердопаливними прискорювачами, що дало змогу скоротити довжину розбігу на 38 %.
За результатами двох етапів було вирішено не передавати літак на державні випробування, і всі роботи по ньому були згорнуті. Досвід розроблення та випробувань Іл-22 було надалі використано в роботі над серійним літаком — Іл-28.

## Характеристики
Джерело:

### Технічні характеристики
- Екіпаж: 5 осіб (два пілоти, штурман-бомбардир, стрілець-радист, кормовий стрілець)
- Довжина: 21,1 м
- Розмах крила: 23,1 м
- Висота:
- Площа крила: 74,5 м²
- Маса порожнього: 14 950 кг
- Нормальна злітна маса: 20 000 кг
- Силова установка: 4 × ТРД ТР-1
- Тяга: 4 × 940 кгс

### Льотні характеристики
- Максимальна швидкість: 718 км/год
- Крейсерська швидкість: 560 км/год
- Практична дальність: 865 км
- Практична стеля: 11 100 м
- Довжина розбігу: 1144 м

### Озброєння
- Стрілецько-гарматне: для стрільби вперед — НС-23 (боєзапас 150 снарядів); для обстрілу верхньої півсфери — спарені Б-20Е (загальний боєзапас 800 снарядів); кормова установка Іл-КУ-3 з однією гарматою НС-23 (боєзапас 225 снарядів).
- Бомби: на внутрішній підвісці: нормальна — 2000 кг, максимальна — 3000 кг.